# 노피치
노피치(No pitch)는 야구에서 볼도 아니고, 스트라이크도 아니고, 보크도 아닌, 투구 자체가 무효가 되는 것을 말한다. 노피치 중에 가장 잘 알려진 경우는 랜디 존슨의 투구가 지나가던 비둘기에 맞았던 경우인데, 볼도 데드(dead) 처리되었고 비둘기도 데드 처리되었다.